# Phaedropsis chromalis
Phaedropsis chromalis là một loài bướm đêm trong họ Crambidae.